# Constantin Teleman

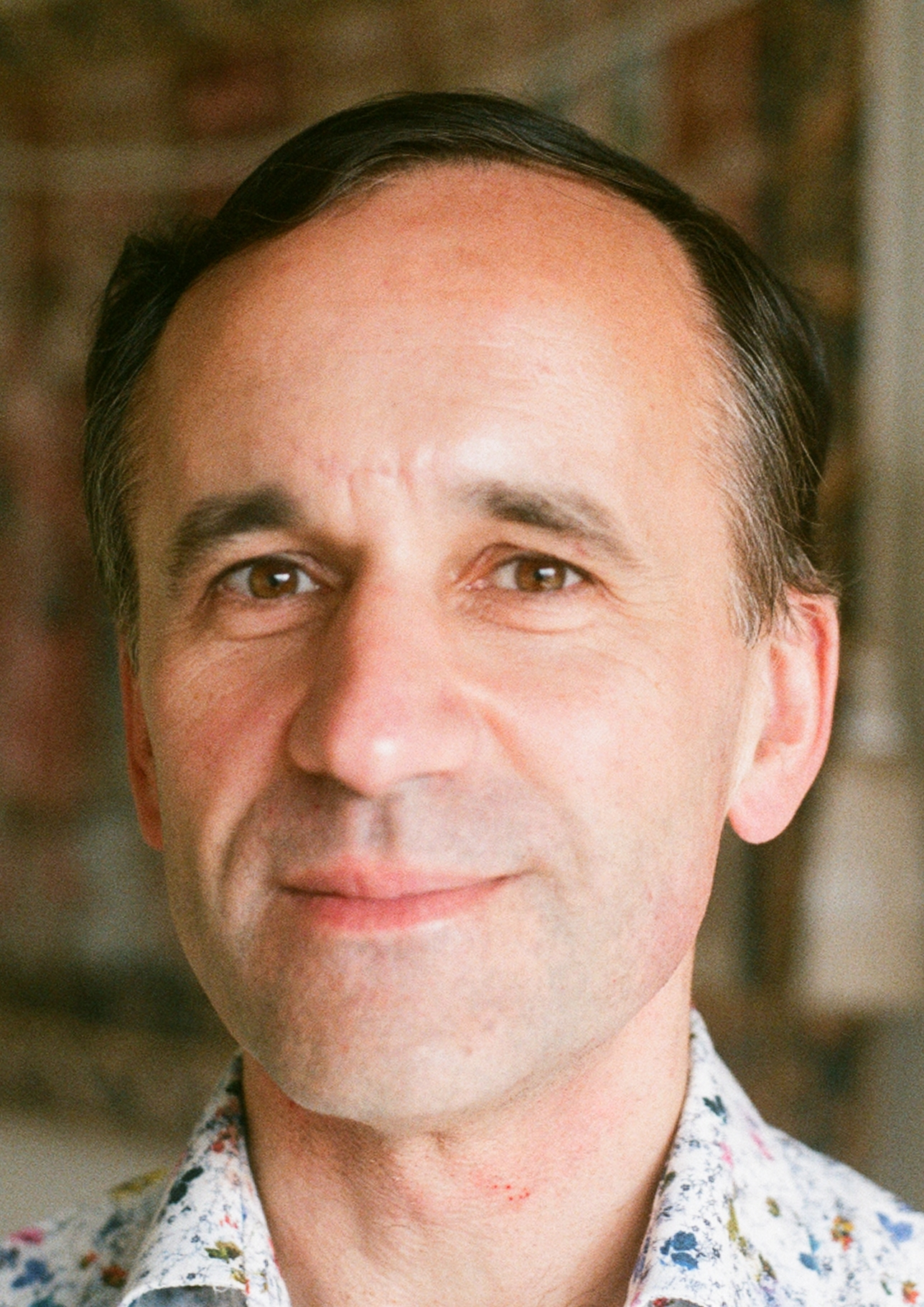
Constantin Teleman, im Jahr 2017

Constantin S. Teleman (* 1968 in Rumänien) ist ein rumänisch-US-amerikanischer Mathematiker. Er befasst sich mit Algebraischer Geometrie und Algebraischer Topologie, Liegruppen und Loop Groups und ihren Darstellungen und Verbindungen zur mathematischen Physik (Quantenfeldtheorie).
Teleman studierte ab 1987 an der Harvard University (im selben Jahr war er Putnam Fellow) mit dem Master-Abschluss 1991 und er wurde dort 1994 bei Raoul Bott (und Graeme Segal, bei dem er an der Universität Cambridge war) promoviert (Lie Algebra Cohomology and the Fusion Rules). Danach war er Szegö Assistant Professor an der Stanford University und Research Fellow am St. John’s College der Universität Cambridge. 1999 wurde er Assistant Professor an der University of Texas at Austin und 2001 Lecturer und 2003 Reader am St. John’s College in Cambridge. 2007 wurde er Professor an der University of Edinburgh. Er ist Professor in Berkeley.
2002 erhielt er den Whitehead-Preis (für Beiträge zur Darstellungstheorie  unendlichdimensionaler Gruppen, speziell Schleifengruppen) und 2015 den Senior Berwick Prize mit Daniel Freed und Michael J. Hopkins für ihren Aufsatz Loop groups and twisted K-theory. Darin wird die Isomorphie der getwisteten äquivarianten K-Theorie einer kompakten Lie-Gruppe zur Verlinde-Algebra ihrer Schleifengruppe gezeigt. 2014 war er Invited Speaker auf dem Internationalen Mathematikerkongress in Seoul.
Er sollte nicht mit Kostake Teleman verwechselt werden, der auch als C. Teleman zitiert wird.

## Schriften
- mit Daniel Freed: Relative Quantum Field Theory, Commun. Math. Physics, Band 326, 2014, S. 459–476, Arxiv
- mit Edward Frenkel: Geometric Langlands correspondence near opers. J. Ramanujan Math. Soc. 28 A, 2013, S. 123–147, Arxiv
- The structure of 2D semi-simple field theories,  Invent. Math., Band 188, 2012, S. 525–588, Arxiv
- mit Daniel Freed, Michael J. Hopkins: Loop groups and twisted K-theory, Teil 1, Journal of Topology, Band 4, 2011, 737–799, Teil 2, J. Amer. Math. Soc., Band  26, 2013, 595–644, Teil 3,  Ann. of Math., Band 174, 2011, S. 947–1007, Teil 1, Arxiv, Teil 2, Teil 3, Arxiv
- mit Daniel Freed, Michael J. Hopkins, Jacob Lurie: Topological Quantum Field Theories from Compact Lie Groups, in P. R. Kotiuga (Hrsg.), A celebration of the mathematical legacy of Raoul Bott,  AMS 2010, Arxiv
- mit Christopher T. Woodward: The index formula for the moduli of G-bundles on a curve. Ann. of Math., Band 170, 2009, S. 495–527, Arxiv
- mit Susanna Fishel, Ian Grojnowski: The strong Macdonald conjecture and Hodge theory on the loop Grassmannian,  Ann. of Math., Band 168, 2008, S. 175–220, Arxiv
- The quantization conjecture revisited, Ann. of Math., Band 152, 2000, S. 1–43, Arxiv